# Presidente del Congreso de los Diputados
El presidente del Congreso de los Diputados es la máxima autoridad de las Cortes Generales, el órgano bicameral que representa a los españoles y ejerce el poder legislativo en su nombre. Asimismo, como presidente del Congreso, preside las sesiones del Congreso de los Diputados, la cámara baja de las Cortes y su titular es un elegido de entre los miembros de ésta. Es la tercera autoridad del país tras el rey y el presidente del Gobierno.
Si bien la representación de las Cortes Generales la comparte con el presidente del Senado, las funciones constitucionales que le son otorgadas en cuanto a refrendos reales y al proceso de elección del jefe del Ejecutivo, hacen que de facto sea el líder del poder legislativo. Esta figura se ve igualmente reforzada al poseer España un bicameralismo asimétrico que otorga mayor protagonismo a la cámara baja.
Desde el 17 de agosto de 2023, la presidenta del Congreso de los Diputados es Francina Armengol Socías, diputada del Partido Socialista Obrero Español por la circunscripción de las Islas Baleares.

## Historia

### Primeras Cortes
La historia de la Presidencia del Congreso se remonta a la Presidencia de las Cortes de Cádiz. Creada en 1810 de forma provisional hasta al aprobación de un reglamento interno, la Presidencia era la cabeza de la Mesa de las Cortes, compuesta por un presidente, un vicepresidente y dos secretarios, cuyo mandato era mensual. La Mesa era la encargada de crear las comisiones de las Cortes, cuyo número variaba según la voluntad del presidente al igual que sus miembros.
A finales de 1810 se aprobó el reglamento interno, un reglamento de mínimos que establecía que el presidente de las Cortes, al igual que el resto de miembros, debía ser renovado el día 24 de cada mes y no cabía la posibilidad de mandatos consecutivos, estableciendo que cada diputado podía presidir la cámara cada seis meses.
En cuanto a las funciones del presidente, se limitaban a ordenar el debate y su voto no tenía carácter de voto de calidad. Al igual que en la actualidad, el vicepresidente solo se limitaba a sustituir al presidente cuando este no pudiese ejercer. Según los autores, la razón de la brevedad del mandato de la mesa era evitar las desigualdades entre diputados y la acumulación de poder, lo que llevó a que entre 1810 y 1814 hubiese 43 presidentes.
A partir de 1814 desaparece el cargo tras la vuelta al absolutismo y fue recuperado durante el Trieno Liberal. El reglamento interno de 1821 sigue la misma idea que los reglamentos de 1810 y 1813, con una presidencia mensual, con un presidente sin voto decisivo y con el mismo carácter que el resto de diputados, hasta el punto que, si este quería intervenir en el debate, debía abandonar la silla presidencial y bajar a la tribuna de oradores. Este nuevo reglamento redujo el tiempo entre presidencias de una misma persona a «los tres o cuatro meses que duren las sesiones». Dejó de estar en vigor en 1823, tras la invasión de los Cien Mil Hijos de San Luis, que restauró el absolutismo y dio paso a la Década Ominosa.
Tras la muerte de Fernando VII, la Reina Gobernadora aprobó el Estatuto Real de 1834 creando unas Cortes Generales bicamerales cuya cámara baja era el Estamento de Procuradores. El reglamento de esta Cámara alteró el proceso de elección del presidente, eligiendo el pleno por votación a cinco candidatos, los cuales eran comunicados a la Regente para que nombrase de entre ellos al presidente y al vicepresidente.
Este sistema se mantuvo hasta 1836. Para ese año se convocaron Cortes constituyentes y se recuperó la vigencia del reglamento de 1821. De esas Cortes nació la Constitución de 1837.

### Congreso de los Diputados
Bajo el amparo de la nueva Constitución, las cámaras adquirieron las denominaciones de Congreso de los Diputados y Senado, y se regularon por diversos reglamentos. Cuando ambas Cámaras hiciesen reuniones conjuntas, la responsabilidad de presidir dicha sesión recaía en el presidente de mayor edad.
En el reglamento de 1838, en su artículo 2.º, aparece por primera vez la Mesa de edad, siendo el presidente el diputado de mayor edad de la Cámara. Igualmente, la Mesa del Congreso se estructuraba, una vez elegida por el resto de diputados (ya no había designación real), en un presidente, cuatro vicepresidentes y cuatro secretarios (artículo 11). Las funciones de la presidencia se mantenían intactas en cuanto a la ordenación del debate, aunque bien se le otorgaban ciertas funciones de policía interna cuando decía que «si ocurriese algún suceso desagradable dentro del edificio del Congreso, el Presidente tomará las disposiciones preventivas que su prudencia le dicte, y será obedecido respetuosamente» (artículo 24). Este reglamento preveía una presidencia interina cuando no se hubiese constituido completamente el Congreso.
El reglamento de 1847 mantuvo la normativa de reglamentos anteriores y es interesante resaltar el reglamento provisional de 1854, ideado para unas cortes constituyentes, pero que sin embargo profundizaba en la regulación de la figura del Presidente, una regulación prácticamente exacta a la de reglamentos anteriores, sobre todo el de 1838. Tras el periodo constituyente, se recupera el reglamento de 1847. Estos últimos reglamentos no aclaraban la duración del cargo, aunque normalmente se ajustaban a las legislaturas, que por aquel entonces eran cortas, aunque otras veces no coincidían. El reglamento de 1867 amplia los poderes presidenciales pudiendo retirar palabras mal sonantes del diario de sesiones.
Durante los años siguientes y hasta 1918, el reglamento principal fue el de 1847, salvo por el periodo de la Primera República (1873) cuyo reglamento tuvo muy corta vigencia. Lo más relevante del reglamento republicano fue la desaparición de las secciones como órganos de trabajo de las Cortes y el definitivo respaldo a las comisiones como el verdadero órgano de trabajo. Igualmente, se potenció el papel de la Mesa, transfiriéndola algunas funciones que anteriormente habían pertenecido al Presidente de las Cortes como era la autorización de la lectura de las proposiciones de ley que formulasen los diputados.
Una significativa reforma acaeció en 1918, cuando se ampliaron los poderes disciplinarios de la presidencia de la Cámara debido a la flexible regulación del turno de palabra que poseían los reglamentos del siglo XIX —en ese momento estaba vigente el de 1847—, lo que implicaba que en numerosas ocasiones, sobre todo los grupos minoritarios, abusasen de esta facultad para obstruir el debate. Esta reforma consistió en incluir en el reglamento la llamada «guillotina», un procedimiento de inspiración anglosajona que otorgaba al presidente del Congreso la potestad de decidir libremente qué enmiendas podían votarse y cuál sería el turno de los parlamentarios. Con el tiempo, este procedimiento acabó utilizándose no solo para evitar el obstruccionismo de las minorías, sino para evitar el individualismo y la defensa de intereses particulares en sus propias filas.

### Asamblea Nacional Consultiva
La dictadura de Primo de Rivera trajo consigo la disolución de las Cortes en 1923 y la creación de la Asamblea Nacional Consultiva en 1927. Esta Asamblea Nacional poseía una mesa formada por un presidente, cuatro vicepresidentes y cuatro secretarios, siendo nombrados por el Gobierno el presidente, los vicepresidentes primero y tercero y los secretarios primero y tercero, y siendo elegidos por la asamblea los otros dos vicepresidentes y secretarios. Las funciones de la presidencia continuaron siendo las mismas, si bien en muchas relacionadas con lo que debiera debatirse dependía en gran medida del gobierno. Como novedad, se otorgó al presidente la facultad de «presidir cualquier Sección o Comisión cuando lo estime conveniente».

### Segunda república
Las Cortes republicanas establecieron en 1931 una mesa con un presidente, cuatro vicepresidentes y cuatro secretarios. La elección del presidente se hacía por mayoría absoluta de la cámara en la primera vuelta y por mayor número de votos en la segunda. En caso de empate, el que más votos hubiere obtenido en su circunscripción. Al igual que en otros reglamentos, el presidente ejercía las funciones de ordenador del debate, policía del congreso y poseía la capacidad de sancionar a los diputados que no respetasen el reglamento, así como que si el presidente deseaba intervenir en el debate, debía abandonar el sillón presidencial y sentarse con el resto de diputados hasta que el debate concluyese. Igualmente, recogieron la potestad que durante la dictadura de Primo de Rivera se otorgó al presidente de «presidir, cuando lo considere conveniente, cualquier Comisión de las Cortes», capacidad que los vicepresidentes no podían asumir cuando sustituyesen a este.
Al igual que en época monárquica, las cortes republicanas hicieron uso de la «guillotina», pero modificando el procedimiento de 1918 y cambiándolo por uno de cierre inmediato del debate. Este cierre inmediato del debate debía ser aprobado por la mayoría absoluta de la cámara y suponía acabar con el debate y pasar directamente a la aprobación del texto.
Pero sin duda alguna, el hecho más importante del periodo republicano fue la importancia de la figura del Presidente de las Cortes. De acuerdo con el artículo 74 de la Constitución de 1931, el presidente de las Cortes era el segundo en la línea de sucesión presidencial, asumiendo las funciones de la Presidencia de la República en caso de impedimento temporal, vacancia o ausencia.

### Franquismo
Recuperadas las Cortes en 1943, el reglamento de ese año preveía una Mesa compuesta por el presidente, dos vicepresidentes y dos secretarios. El presidente de las Cortes era elegido directamente por el jefe del Estado y asumía las funciones de ordenación del debate, tomar juramento a los procuradores, nombrar a los presidentes de las comisiones y a los letrados, fijar el orden del día —en coordinación con el Gobierno—, actuar como policía de la cámara y autorizar o no el procesamiento de los procuradores. Durante este periodo, la presidencia no tendrá una duración determinada, pues estará sujeta en todo momento a la voluntad del dictador.
Será a partir del reglamento de 1967 que la elección de vicepresidentes y secretarios se hará por parte del pleno —no así el presidente, que sigue siendo por designación—.

### Transición
Durante la transición democrática, se recuperó el bicameralismo y la denominación de Congreso de los Diputados, aprobándose un reglamento provisional en 1977. Este reglamento recuperaba ideas de otros reglamentos históricos como era la Junta Preparatoria, una sesión formada por todos los diputados y presidida el diputado que primero se hubiere acreditado en el Congreso, que presidía el inicio de dicha sesión preparatoria y daba paso a la Mesa de edad, que era la encargada de establecer la fecha de la sesión de constitución interna. De igual forma, este reglamento recuperaba la mesa interina, que se elegía por el Pleno en la primera sesión hasta que se acabase de constituir la cámara. Esta mesa estaba formada por el presidente interino, cuatro vicepresidentes interinos y cuatro secretarios interinos. Finalmente, otra sesión posterior supondría la definitiva constitución del Congreso y la elección de una Mesa permanente.
El reglamento de 1977, aunque provisional, estuvo vigente un lustro, hasta la aprobación del definitivo y actual reglamento, que suprime los anteriores órganos y procedimientos pasando a una única sesión constitutiva, con una mesa de edad encargada de ordenar la elección de la mesa definitiva. Ambos reglamentos no especifican un mandato del cargo concreto, pero el hecho de no prever la posible cesación por pérdida de confianza de la cámara hace entender que se entiende por todo lo que dure la legislatura.

## Funciones
- El Presidente dirige y coordina la acción de la Mesa.[24]
  - Y, por tanto, corresponden a la Mesa las siguientes funciones:
    - Adoptar cuantas decisiones y medidas requieran la organización del trabajo y el régimen y gobierno interiores de la Cámara.
    - Elaborar el proyecto de Presupuesto del Congreso de los Diputados, dirigir y controlar su ejecución y presentar ante el Pleno de la Cámara, al final de cada ejercicio, un informe acerca de su cumplimiento.
    - Ordenar los gastos de la Cámara, sin perjuicio de las delegaciones que pueda acordar.
    - Calificar, con arreglo al Reglamento, los escritos y documentos de índole parlamentaria, así como declarar la admisibilidad o inadmisibilidad de los mismos.
    - Decidir la tramitación de todos los escritos y documentos de índole parlamentaria, de acuerdo con las normas establecidas en este Reglamento.
    - Programar las líneas generales de actuación de la Cámara, fijar el calendario de actividades del Pleno y de las Comisiones para cada período de sesiones y coordinar los trabajos de sus distintos órganos, todo ello previa audiencia de la Junta de Portavoces.
    - Cualesquiera otras que le encomiende el presente Reglamento y las que no estén atribuidas a un órgano específico.
- El Presidente del Congreso ostenta la representación de la Cámara, asegura la buena marcha de los trabajos, dirige los debates, mantiene el orden de los mismos y ordena los pagos, sin perjuicio de las delegaciones que pueda conferir.
- Corresponde al Presidente cumplir y hacer cumplir el Reglamento, interpretándolo en los casos de duda y supliéndolo en los de omisión. Cuando en el ejercicio de esta función supletoria se propusiera dictar una resolución de carácter general, deberá mediar el parecer favorable de la Mesa y de la Junta de Portavoces.
- El Presidente desempeña, asimismo, todas las demás funciones que le confieren la Constitución, las leyes y el presente Reglamento.

## Elección
El presidente del Congreso de los Diputados se elige durante la sesión constitutiva que sigue a la celebración de las elecciones generales, o durante el primer pleno siguiente a la dimisión del titular.
Se necesita mayoría absoluta de diputados para elegir al presidente del Congreso en primera votación. En caso de no alcanzarse, se organiza una segunda votación inmediatamente después de la proclamación de los resultados por el presidente de la sesión. En esta segunda votación la mayoría simple es suficiente. Cada diputado es libre de escribir el nombre que desee en su papeleta de voto, incluso si aquellos diputados del grupo mayoritario votan por un candidato predefinido por su partido.

### Mandato y cese
Su mandato termina en caso de fallecimiento, dimisión, pérdida de la condición de diputado o tras la disolución del Congreso de los Diputados, si bien en este último caso se mantiene en funciones hasta la toma de posesión de la Mesa de edad al inicio del primer pleno de la nueva legislatura.
El presidente o la presidenta del Congreso de los Diputados no pueden ser cesados una vez nombrados para el cargo por ninguna institución. Solo pueden ser removidos de su cargo contra su voluntad por la elección otro presidente de la Cámara tras unas elecciones generales o por la pérdida de la condición de diputado tras decisión judicial firme que anule la elección o la proclamación del Diputado.
No obstante, el Reglamento prevé la renovación de la mesa del Congreso de los Diputados, incluyendo el presidente o la presidenta, cuando las sentencias recaídas en los recursos contencioso-electorales supusieran cambio en la titularidad de más del diez por ciento de los escaños. Este supuesto no se ha producido desde la aprobación del reglamento en 1982.

## Listado de presidentes
Desde la promulgación de la Constitución española en 1978 ha habido trece presidentes del Congreso de los Diputados diferentes: dos centristas, siete socialistas y cuatro populares. El presidente que más tiempo ha estado en el cargo ha sido Félix Pons (9 años y 8 meses) y el que menos, Patxi López (6 meses).